# Silene urodonta
Silene urodonta är en nejlikväxtart som beskrevs av Joseph Friedrich Nicolaus Bornmüller. Silene urodonta ingår i släktet glimmar, och familjen nejlikväxter. Inga underarter finns listade i Catalogue of Life.